# محمد یکم المستنصر
محمد یکم المستنصر (انگلیسی: Muhammad I al-Mustansir؛ ۱ ژانویهٔ ۱۲۲۸ – ۱ ژانویهٔ ۱۲۷۷)، دومین حاکم از خاندان حفصی در تونس و افریقیه بود که توانست عنوان خلیفه را کسب کند. وی در جریان جنگ صلیبی هشتم با لویی نهم جنگید و توانست نیروهای وی را در نزدیکی شهر تونس شکست دهد.

## دولت حفصیان
با فروپاشی دولت موحدون در مغرب و اندلس، قلمرو وسیع آن‌ها بین چهار دولت بنی‌مرین، بنی‌عبدالواد، بنی‌حفص و بنی‌الاحمر تقسیم شد. مهم‌ترین این دولت‌ها توسط فرزندان عبدالواحد حفصی شکل گرفت که خود از اصحاب عشره، یاران خاص ابن تومرت بود و فرزندان او نیز از عناصر اصلی دولت صد ساله موحدون بودند. دولت حفصی که در افریقیه برپا شد و خود را جانشین خلافت موحدون می‌دانست، در سال ۶۲۷ قمری توسط ابو زکریا عبدالواحد استقلال یافت. بعد از او پسرش ابوعبدالله محمد که بزرگ‌ترین امیر دولت حفصی بود، از امیر مکه لقب خلافتی المستنصربالله گرفت و همهٔ دولت‌های مغرب و اندلس و دولت ممالیک مصر و شام با او بیعت کردند. چهار دهه حکومت او از شکوفاترین دوره‌های تمدن اسلامی بود.
دولت حفصی روابط خوبی با دولت‌های مسیحی و مسلمانان برقرار کرد. ۲۵ تن از خاندان حفصی به‌طور موروثی تا سال ۹۸۱ قمری به مدت ۳۷۸ سال حکومت کردند. در اثر حملات متعدد پرتغالی‌ها و هم‌پیمانان آن‌ها و نیز دولت عثمانی و رقابت این دول بر سواحل مدیترانهٔ غربی، سرانجام، تونس تحت تصرف کامل دولت عثمانی درآمد و این دولت در سال ۹۸۱ قمری سقوط کرد. در یک نگاه، پیدایش حفصیان در آفریقای شمالی، گویای دولت قدرتمند و بزرگی است که حدود چهار قرن آن منطقه را تحت سلطهٔ خود داشت. این دولت یادآور روزهای آبادانی و رفاه اقتصادی و پیشرفت فرهنگی در تاریخ کشور تونس است. از جمله مهم‌ترین حوادث سیاسی که در آغاز حکومت حفصیان روی داد، حمله صلیبیون با حمایت و هزینه کلیسای رم به تونس و اشغال ۶ ماههٔ بندر قرطاجنه بود. لوئی نهم شاه فرانسه (۱۲۸۰ م) __ پیشوای سیاسی صلیبیون که در هاله‌ای از تقدس و معنویت یک مجاهد صلیبی شناخته شده بود __ کار هماهنگی و تدارک حمله به تونس را سامان‌دهی می‌کرد.